# Седельный автопоезд

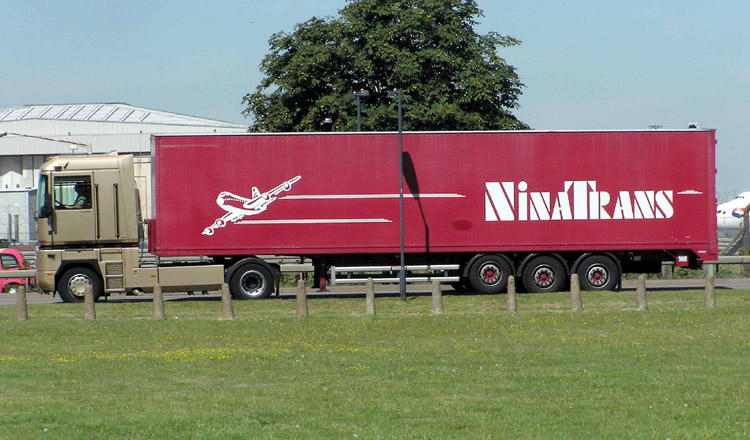
Седельный бескапотный тягач с полуприцепом

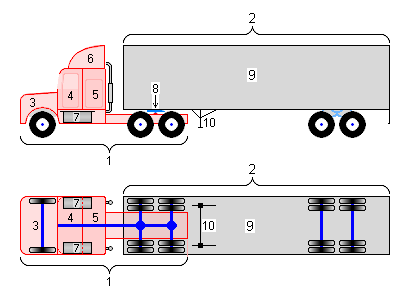
Седельный автомобильный поезд с тягачом «американской» (капотной) схемы. Такая схема принята в странах, где нет жёстких ограничений на длину транспортного средства (США, Канада, Австралия).
1. Тягач.
2. Полуприцеп.
3. Моторный отсек.
4. Кабина.
5. Спальное место (может отсутствовать).
6. Обтекатель.
7. Топливные баки.
8. Седло.
9. Кузов.
10. Выдвижная опора.

Седельный автомобильный поезд, Автомобильный (седельный) тягач с полуприцепом или в просторечии фу́ра — автомобиль c грузовым полуприцепом или с грузовым полуприцепом и прицепами.

## История
Слово фура заимствовано из немецкого языка, и означало большая телега, повозка для клади. Крытые повозки — полковые фуры, и воловья телега — фура, хура и воз. Малая фура — полуфурок. Малая бричка — Фурма́нка. Специальная артиллерийская четырёхколёсная фура, для перевозки (подвоза) боевых припасов, для гаубиц и мортир в русской артиллерии — бомбовый ящик. Также существовали и провиантские фуры, обозные фуры.
Большие фуры для перевозки грузов упоминаются в фантастической повести Фаддея Булгарина «Правдоподобные небылицы» (1824 год). До второй половины XX века фурой (нем. Fuhre) называлась длинная телега для клади. Фуры применялись с верблюдами для транспортировки соли с Баскунчакского озера.
С конца XX века это слово стало употребляться для описания седельного тягача с полуприцепом.